# Аквариум Пальмы

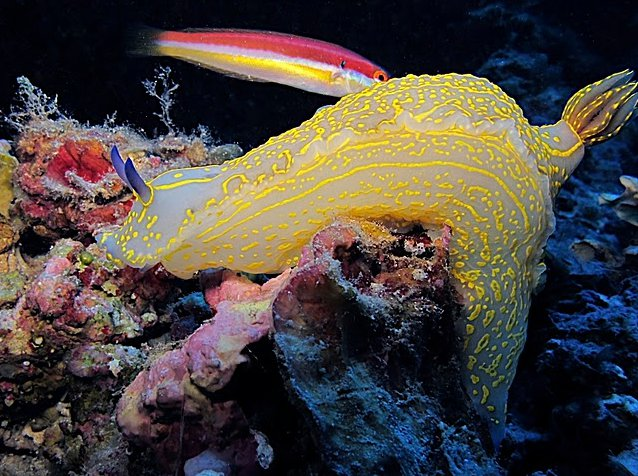

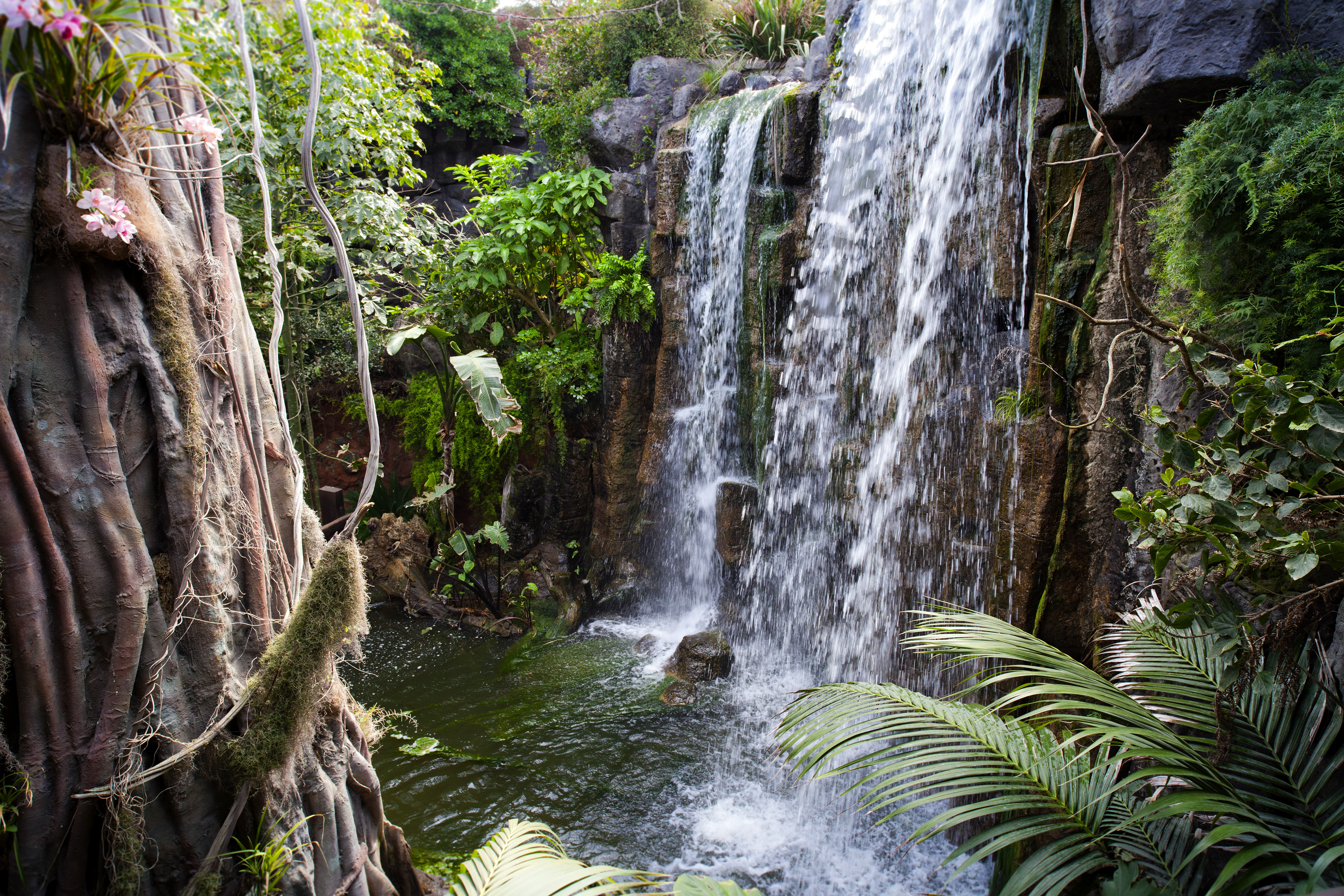

Аквариум Пальмы (исп. Palma Aquarium) — океанариум и прилегающий к нему природный парк в районе административного центра Балеарских островов, города Пальма.
Открыт в 2007 году на острове Мальорка и является собственностью компании Coral World International, лидера в области создания морских парков. Комплекс расположен в пятистах метрах от Playa de Palma и насчитывает 55 аквариумов, в которых обитают более 8000 экземпляров, 700 различных видов из Средиземорья, Индийского, Атлантического и Тихого океанов. Palma Aquarium примечателен тем, что в нём находится Gran Azul — самый глубокий аквариум с акулами во всей Европе, глубина которого составляет 8,5 метров, а также самая большая коллекция живых кораллов во всей Европе. Palma Aquarium удостоен премии журнала Actualidad Económica «За лучшую бизнес-инициативу Балеарских островов» 2007 года и государственной премии «За доступность» 2007 года.

## История
Coral World International была основана в середине 70-х годов предпринимателем Моррисом Канном. В данный момент компанией управляет его сын Бенжамин Канн. В состав всей организации входят четыре аквариума во всём мире: The Underwater Observatory в Эйлате, Израиль, Ocean Center на Мауи, Гавайи, США, AQWA в городе Перс, Австралия, и Palma Aquarium, построенный на острове Мальорка, Испания.
Целью компании и её вдохновением стала идея создания подводных обсерваторий, в точности воссоздающих экосистемы и естественную среду обитания морских животных и растений. За достижения в данной сфере, Times удостоил Бенжамина Канна премией «Человек года 2008» в номинации «Экология».
Стремление постигнуть моря и океаны отражено в философии Coral World International, а также Аквариума Пальмы. «Знать для того, чтобы ценить, ценить для того, чтобы уважать и защищать». Поэтому все мероприятия, проводимые в мальоркском аквариуме, преследуют одну цель: научить воспринимать и защищать морской мир, восхищаться его прелестью. Множество кампаний по защите окружающей среды, организуемых в Palma Aquarium, снова и снова подтверждают верность этой идеи.
Аквариум Пальмы посещают ежегодно более 400 000 человек. В среднем за день в Аквариум приходит 1000 посетителей всех возрастов. 50 % из них — это местные жители и прибывающие из остальной части страны, остальные — жители европейских стран.

## Экскурсии
Во время посещения можно совершить удивительное путешествие по морскому дну всех морей и океанов.

### Средиземноморье
Первой частью экскурсии станет знакомство с богатством средиземноморской флоры и фауны. 24 аквариума представят посетителям разнообразных морских питомцев: иглокожих — морских звёзд, ежей и морских огурцов; ракообразных — омаров, креветок; моллюсков: осьминогов, каракатиц, тритонов; кораллы и сотни видов рыб: угрей, рыбу-скорпион, морен, угрей, груберов, рыбу-цикаду и морскую траву Посидонию.
В аквариуме Toca-Toca желающие получат новые ощущения, узнав, какие на ощупь морские звёзды и ежи, морские огурцы и томаты.

### Тропические моря
Виды, обитающие в 25 аквариумах на этом этапе экскурсии, — родом из Индийского, Атлантического и Тихого океанов, которые известны коралловыми рифами. Здесь можно увидеть таких экзотических животных как, например, крылатка, рыба-клоун, чёрная вдова, рыба-хирург, мальгашарские ночные акулы и яркие кораллы.
В Аквариуме Пальмы собрана самая обширная коллекция кораллов в Европе. В ней можно полюбоваться горгонией, кораллом «Шампиньон», кораллом «Губы клоуна» или «Пчелиные соты» и актиниями: «Ковёр», «Луковичные шупальца» и множеством морских губок. Palma Aquarium — один из немногих аквариумов Европы, где ведутся работы по размножению новых кораллов.

### Средиземноморский ботанический сад
В зелёной зоне Аквариума располагаются несколько бассейнов с черепахами, пресноводными карпами, дорадами и скатами. Здесь же находятся кафетерий и пиратский корабль. В летние месяцы в парке ведётся обширная развлекательная программа с детьми: детский грим, водяные битвы, представления и другое.

### Джунгли
Джунгли — в точности воспроизведённый участок тропического леса. Это самый большой тропический сад на крыше, построенный в Испании, и один из самых больших в Европе. Мощный водопад и распылители создают уникальный влажный микроклимат, необходимый для растений из Амазонки.
Gran Azul — самый глубокий аквариум с акулами во всей Европе. Его параметры: глубина — 8,5 метров, ширина — 25 метров, длина — 33 метра. В нём имеется 3,5 миллиона литров солёной морской воды.
В Gran Azul обитают 8 акул: 2 серо-голубые акулы, и 6 песчано-тигровых акул, а также более 1000 других экземпляров рыб. Посетители спускаются на центральную смотровую площадку через прозрачный туннель. Благодаря тому, что акулы и скаты проплывают сверху, создаётся эффект непосредственного погружения в морскую глубину.

### Аквариум с медузами
В цилиндрическом аквариуме со специальной подсветкой выставлены напоказ более пятидесяти медуз самого распространённого средиземноморского вида — Aurelia Aurita.

## Мероприятия
Palma Aquarium помимо аквариума является центром развлечения для всех возрастов.
- Дайвинг с акулами — для взрослых и детей в возрасте от десяти лет. Для погружения необходима специальная лицензия, а в случае с детьми — ещё и разрешение от родителей.
- «Под воду» — мероприятие доступное в летние месяцы. Взрослые и дети от восьми лет могут погрузиться в бассейн со скатами без специальной лицензии.
- «Акула-нянька» — незабываемая ночь для детей перед аквариумом с акулами.
- «День рождения» — празднование Дня рождения в образе морских пиратов.

## Научные исследования
Сохранение и восстановление биологических видов положено в основу научных изысканий Аквариума Пальмы. Здесь осуществляются программы по размножению и реабилитации кораллов и коралловых рифов в искусственно контролируемой среде (ИКС).
Кроме того, Palma Aquarium запустил кампанию по защите Средиземноморского тунца, находящегося из-за перелова на гране вымирания. В Аквариуме этому виду посвящена специальная экспозиция.
Также Palma Aquarium сотрудничает в кампании по защите эндемичного вида лимонника Limonium — barceloi, встречающегося исключительно на юге Балеарских островов.
В рамках программ по защите окружающей среды профессиональная команда Palma Aquarium участвует в спасении и реабилитации морских животных. Аквариум ведёт совместную научную работу с рядом университетов и НИИ в области восстановления популяций редких, сокращающихся в численности, а также находящихся на грани вымирания видов животных.

### Основные показатели
- Длина маршрута — 900 м
- Общая площадь — 41 825 м²
- Продолжительность экскурсии — от 3 до 4-х часов
- Количество аквариумов — 55
- Объём воды во всем комплексе — 5 миллионов литров солёной морской воды из Средиземноморья
- Общее количество биологических видов — 700
- Комплекс открыт — круглый год
- Торговая галерея занимает 400 м²
- Паркинг 4972 м²
- Актовый зал — 329 м², максимальное количество присутствующих — 350 чел.